# 岩手県の灯台一覧
岩手県の灯台一覧（いわてけんのとうだいいちらん）は、岩手県にある灯台及び、照射灯、灯標、等をまとめた一覧である。

## 灯台
- 陸前椿島灯台 岩手県陸前高田市（椿島）
- 碁石埼灯台 岩手県大船渡市（碁石埼）
- コオリ埼灯台 岩手県大船渡市（コオリ埼）
- 綾里埼灯台 岩手県大船渡市（綾里埼）
- 大船渡港灯台 岩手県大船渡市（大船渡港珊琥島南灯台の西南西方約1.2キロメートル）
- 大船渡港珊琥島南灯台 岩手県大船渡港（珊琥島南端）
- 大船渡港珊琥島北灯台 岩手県大船渡港（珊琥島北端）
- 首埼灯台 岩手県大船渡市（首埼）
- 死骨埼金島灯台 岩手県釜石市（死骨埼金島）
- 陸中尾埼灯台 岩手県釜石市（尾埼）
- 大槌港灯台 岩手県上閉伊郡大槌町（蓬来島）
- 御箱埼灯台 岩手県釜石市（御箱埼）
- 陸中大島灯台 岩手県下閉伊郡山田町（大島）
- 陸中船越弁天島灯台 岩手県下閉伊郡山田町（弁天島）
- 山田笠ヶ鼻灯台 岩手県下閉伊郡山田町（笠ヶ鼻）
- 魹ヶ埼灯台 岩手県宮古市（魹ヶ崎）
- 閉伊埼灯台 岩手県宮古市（閉伊埼）
- 陸中真埼灯台 岩手県宮古市（真埼）
- 小本灯台 岩手県下閉伊郡岩泉町（小本）
- 陸中弁天埼灯台 岩手県下閉伊郡田野畑村（弁天埼）
- 陸中黒埼灯台 岩手県下閉伊郡普代村（黒埼）
- 久慈牛島灯台 岩手県久慈市（牛島）

## 防波堤灯台
- 根岬港北防波堤灯台 岩手県陸前高田市（根岬港北防波堤外端）
- 広田港防波堤灯台 岩手県広田港（防波堤外端）
- 六ヶ浦港北防波堤灯台 岩手県陸前高田市（六ヶ浦港北防波堤外端）
- 長部港南防波堤灯台 岩手県陸前高田市（長部港南防波堤外端）
- 長部港北防波堤灯台 岩手県陸前高田市（長部港北防波堤外端）
- 門之浜港東防波堤灯台 岩手県大船渡市（門之浜港東防波堤外端）
- 大船渡港湾口南防波堤灯台 岩手県大船渡港（湾口南防波堤外端）
- 大船渡港長崎東防波堤灯台 岩手県大船渡港（長崎東防波堤外端）
- 大船渡港湾口北防波堤灯台 岩手県大船渡港（湾口北防波堤外端）
- 大船渡漁港細浦東第一防波堤灯台 岩手県大船渡港（大船渡漁港細浦東第一防波堤外端）
- 大船渡漁港細浦西第一防波堤灯台 岩手県大船渡港（大船渡漁港細浦西第一防波堤外端）
- 綾里港東防波堤灯台 岩手県大船渡市（綾里港東防波堤外端）
- 綾里港南防波堤灯台 岩手県大船渡市（綾里港南防波堤外端）
- 鬼沢港東防波堤灯台 岩手県大船渡市（鬼沢港東防波堤外端）
- 陸中崎浜港東防波堤灯台 岩手県大船渡市（崎浜港東防波堤外端）
- 越喜来港東防波堤灯台 越喜来港東防波堤灯台
- 根白港東防波堤灯台 岩手県大船渡市（根白港東防波堤外端）
- 小白浜港東防波堤灯台 岩手県釜石市（小白浜港東防波堤外端）
- 尾埼白浜港東防波堤灯台 岩手県釜石港第2区（白浜港東防波堤外端）
- 平田港外防波堤灯台 岩手県釜石港第2区（平田港外防波堤外端）
- 釜石港湾口南防波堤仮設灯台 岩手県釜石港（湾口南防波堤外端）
- 釜石港湾口北防波堤灯台 岩手県釜石港（湾口北防波堤外端）
- 釜石港防波堤灯台 岩手県釜石港（南防波堤外端）
- 釜石港南防波堤灯台 岩手県釜石港第1区（南防波堤外端）
- 釜石港北防波堤灯台 岩手県釜石港第1区（北防波堤外端）
- 両石港防波堤灯台 岩手県釜石市（両石港防波堤外端）
- 桑ノ浜港東防波堤灯台 岩手県釜石市（桑ノ浜港東防波堤外端）
- 鵜住居白浜港北防波堤灯台 岩手県釜石市（鵜住居白浜港北防波堤外端）
- 大槌港南防波堤灯台 大槌港南防波堤灯台
- 吉里吉里港東防波堤灯台 岩手県上閉伊郡大槌町（吉里吉里港東防波堤外端）
- 吉里吉里港西防波堤灯台 岩手県上閉伊郡大槌町（吉里吉里港西防波堤外端）
- 吉里吉里港東第二防波堤灯台 岩手県上閉伊郡大槌町（吉里吉里港東第二防波堤外端）
- 陸中船越港南防波堤灯台 岩手県下閉伊郡山田町（船越港南防波堤外端）
- 陸中船越港東第一防波堤灯台 岩手県下閉伊郡山田町（船越港東第一防波堤外端）
- 小谷鳥港南防波堤灯台 岩手県下閉伊郡山田町（小谷鳥港南防波堤外端）
- 陸中大浦港防波堤灯台 岩手県下閉伊郡山田町（大浦港防波堤外端）
- 織笠港北防波堤灯台 岩手県下閉伊郡山田町（織笠港北防波堤外端）
- 山田港南防波堤灯台 岩手県山田港（南防波堤外端）
- 山田港東防波堤灯台 岩手県山田港（東防波堤外端）
- 大沢港西防波堤灯台 岩手県下閉伊郡山田町（大沢港西防波堤外端）
- 大沢港東防波堤灯台 岩手県下閉伊郡山田町（大沢港東防波堤外端）
- 重茂港北防波堤灯台 岩手県宮古市（重茂港北防波堤外端）
- 音部港北防波堤灯台 岩手県宮古市（音部港北防波堤外端）
- 宮古港高浜防波堤灯台 岩手県宮古市（宮古港高浜防波堤外端）
- 宮古港神林北防波堤灯台 岩手県宮古港（神林北防波堤外端）
- 宮古港藤原防波堤灯台 岩手県宮古港（藤原防波堤外端）
- 宮古港防波堤灯台 岩手県宮古港（防波堤外端）
- 宿港東防波堤灯台 岩手県宮古市（宿港東防波堤外端）
- 田老港東防波堤灯台 岩手県宮古市（田老港東防波堤外端）
- 茂師港東防波堤灯台 岩手県下閉郡岩泉町（茂師港東防波堤外端）
- 島ノ越港東防波堤灯台 岩手県下閉伊郡田野畑村（島ノ越港東防波堤外端）
- 太田名部港南防波堤灯台 岩手県下閉伊郡普代村（太田名部港南防波堤外端）
- 堀内港北防波堤灯台 岩手県下閉伊郡普代村（堀内港北防波堤外端）
- 野田港南防波堤灯台 岩手県九戸郡野田村（野田港南防波堤外端）
- 陸中久喜港南防波堤灯台 岩手県久慈市（久喜港南防波堤外端）
- 小袖港北防波堤灯台 岩手県久慈市（小袖港北防波堤外端）
- 久慈港玉の脇外防波堤灯台 岩手県久慈港（玉の脇外防波堤外端）
- 久慈港諏訪下防波堤灯台 岩手県久慈港（諏訪下防波堤外端）
- 久慈港諏訪下外防波堤灯台 岩手県久慈港（諏訪下外防波堤外端）
- 八木港南港防波堤灯台 岩手県八木港（南港防波堤外端）
- 八木港北港第一防波堤灯台 岩手県八木港（北港第一防波堤外端）
- 種市港東防波堤灯台 岩手県九戸郡種市町（種市港東防波堤外端）
- 種市港沖防波堤灯台 岩手県九戸郡洋野町（種市港沖防波堤外端）

## 照射灯
- 魹ヶ埼大根照射灯 岩手県宮古市（魹ヶ埼灯台）
- 久慈牛島大作根照射灯 岩手県久慈市（久慈牛島灯台の南方約40メートル）

## 灯標
- 広田港赤磯灯標 岩手県陸前高田市（大入埼の北西方約630メートル）
- 両石湾中根灯標 岩手県釜石市（桑ノ浜港東防波堤灯台の南西方約600メートル）
- 盥島灯標 岩手県下閉伊郡山田町（盥島）

## 灯浮標
- 釜石沖波浪観測灯浮標 釜石港湾口北防波堤灯台（岩手県釜石市）の東方約14キロメートル
- 宮古沖波浪観測灯浮標 閉伊埼灯台（岩手県宮古市）の東南東方約14キロメートル

## 導灯
- 八木港導灯（前灯） 岩手県八木港（八木港南防波堤灯台の西南西方約480メートル）
- 八木港導灯（後灯） 岩手県八木港（前灯の西南西方約150メートル）

## 指向灯
- 大船渡港指向灯 岩手県大船渡市（大船渡港灯台）
- 種市港指向灯 岩手県九戸郡洋野町（種市港沖防波堤灯台の西南西方約550メートル）

## 霧信号所、無線方位信号所
- 魹ヶ埼霧信号所 岩手県宮古市（魹ヶ崎）
- 閉伊岬無線方位信号所 岩手県宮古市（閉伊埼）